# Diplopterys pauciflora
Diplopterys pauciflora är en tvåhjärtbladig växtart som först beskrevs av G. F. W. Meyer, och fick sitt nu gällande namn av Franz Josef Niedenzu. Diplopterys pauciflora ingår i släktet Diplopterys och familjen Malpighiaceae. Inga underarter finns listade i Catalogue of Life.